# 马鲁里 (比斯开省)
马鲁里（西班牙語：Maruri）是西班牙巴斯克自治区比斯开省的一个市镇。总面积16平方公里，总人口683人（2001年），人口密度43人/平方公里。